# 律師資格考試
律師資格考試（英語：Bar examination）是指以決定一個律师候選人是否有資格在給定的管轄權範圍內執業的考试。

## 中华人民共和国
2001年以前，中国大陸实行律师资格考试。
2001年至2018年，中國大陸取消了独立的律师资格考试，实行作为法律从业人员必须通过的国家司法考试。通过国家司法考试以后，在律师事务所实习满一年，可以申请律师职业资格。
2018年开始，改国家司法考试为国家统一法律职业资格考试。

## 英格蘭和威爾斯
在英格蘭和威爾斯，Bar Vocational Course(BVC) 是作為一大律師時須應考的考試。
現今這些這些考試通常被使用像Bar Vocational Course(BVC)的一部份。
參見出庭辯護律師以獲得進一步的資料關於敘述英格蘭和威爾斯.
語源學:表達句"call to the bar"被說出以開始一個會話在兩個律師協會的資深會員(bencher)之中在內殿法學會的吸菸室。成員有時表揚這場對話給學生容許學生進入內殿法學會。談話的細節據說遺失了。例如Mornington Crescent "這場對話"是一個red herring並且沒有正式的內容，並且通常導致典據可疑的裝飾。

## 香港
香港未有設立適用於所有尋求成為香港事務律師或大律師人士的統一律師資格考試。當前，香港法律界曾提出統一律師資格考試，但未有定案。

### 一般認許資格
一般而言，除非有關人士已經在香港以外的司法管轄區獲認許為律師或大律師而專業年資達到一定年期，否則根據《法律執業者條例》(香港法例第159章)，所有希望成為事務律師或大律師的人士均須成功修畢法學專業證書，並完成事務律師(為期兩年)或大律師(為期至少6個月)的實習期，才可被認許為事務律師或大律師。現時，提供法學專業證書課程的院校包括香港大學、香港城市大學及香港中文大學。

### 海外律師尋求成為香港大律師
任何海外律師如要獲認許為香港大律師，根據《大律師(認許資格及實習)規則》(香港法例第第159AC章)，他/她必須:(a)持有由他獲認許所在的司法管轄區發出的法律執業者認許證書，而該證書是當時有效和具有效力的；(b)曾在他獲認許所在的司法管轄區執業至少三年；(c)在他獲認許所在的司法管轄區有良好聲譽；以及(d)已在大律師資格考試中合格。根據《大律師(認許資格及實習)規則》第5條, 考試每年至少舉辦一次，由5張試卷組成，涵蓋合約法、侵權法、財產法(包括土地財產及非土地財產) 、物業轉易、衡平法(包括信託法) 、刑事法、刑事法律程序及刑事證據、香港法律制度及憲制與行政法、公司法、民事法律程序及民事證據、專業操守及訟辯。通過大律師資格考試後，申請人仍須完成至少六個月的實習大律師實習期(或完成已獲減免少於六個月的實習期)方可申請認許。

### 海外律師尋求成為香港律師
海外律師資格考試為已在海外取得資格的律師，提供一個獲認許為香港事務律師律師的渠道。資格考試每年舉行一次，一般安排在11月和12月進行。目前，資格考試包括以下四個筆試科目：(卷一)物業轉易、(卷二)民事及刑事法律訴訟程序、(卷三)商業及公司法，及(卷四)帳目及專業操守。對於已在非普通法司法管轄區取得律師資格的考生，他們須在以口試形式進行的「普通法原則」(卷五)中考取合格。資格考試根據《海外律師(認許資格)規則》進行，並受其所規管。律師會藉《2014年海外律師(認許資格)(修訂)規則》去修訂了《海外律師(認許資格)規則》，包括：(a)要成為香港律師，有關人士須對《基本法》有所認識。這種做法在海外的司法管轄區並不鮮見，申請在該等司法管轄區獲認許的外地律師，必須接受有關司法管轄區的憲法考試，方可獲認許。因此，《規則》第7條已作修訂，將「香港憲法」這額外的筆試科目包括在內。(b) 大部分海外律師擁有多個司法管轄區的律師資格。就根據《規則》第4(1)條提出的豁免申請計算有關五年經驗的規定時，普通法申請人在所有取得執業資格的普通法司法管轄區所獲得的法律執業經驗應計算在內。(c) 同樣地，就根據《規則》第5(1)條提出的豁免申請計算有關五年經驗的規定時，非普通法申請人在所有取得執業資格的非普通法司法管轄區所獲得的法律執業經驗亦應計算在內。(d) 大多數司法管轄區允許以為期若干時期的法律實務培訓代替實習作為認許的必要條件。《規則》第4(2)(b)條已作出修訂，闡明若申請人接受的法律實務培訓符合其司法管轄區的認許準則，則就資格考試的目的而言，該培訓可獲律師會承認為法律執業經驗。然而，實習大律師的實習期並不會獲承認為符合申請參加資格考試的條件中所指的獲認許後經驗。(e) 非普通法申請人須符合一個先決條件，就是他們必須已完成為期一年涵蓋合約法、侵權法、財產法、刑事法、衡平法，以及憲制與行政法的全日制課程。第5(2)條已作出修訂，擴展至以兼讀形式進行的同類課程。(f) 有些申請人在多於一個司法管轄區獲認許。目前，就《規則》的目的而言，申請人首次獲認許的司法管轄區將被視為他獲認許的司法管轄區。如果申請人首次獲認許的司法管轄區是非普通法司法管轄區，除非他已在其他司法管轄區獲認許三年以上，並選擇該司法管轄區作為其獲認許的司法管轄區，否則他將被視為非普通法申請人。第8條已作出修訂，允許在多於一個司法管轄區獲認許的申請人選擇當中任何一個司法管轄區作為其獲認許的司法管轄區。
於2016年初，香港律師會提出由2021年起推行統一執業試，考試合格的學生方可應徵成為見習律師。香港大律師公會其後發聲明對設立統一執業試表示深切關注。

## 愛爾蘭
愛爾蘭的律師資格考試是Honorable Society of King's Inns傳統的保留，它在10周內會有一系列的14場考試，每年由3月到6月，考試對象是那些參加一年的執業訴訟律師學位課程的學生。這些考試包含了辯護、研究與意見文節（opinion writing）、與顧客的建議、溝通、起草法律文件和民事與刑事訴訟法的知識。
對於那些沒能達到必須的70%及格分數的人，在同年8月和9月可以參加重考。

## 波蘭
在波蘭，學生在大學法律系畢業後會參加律師資格考試。該國另有一套實習制度，時間長短依各專業學門而定。實習完畢後，申請者仍需通過有法務部成員參與的專業律師辦公室主導的考試。

## 中華民國
依據2018年中華民國考選部《107年專門職業及技術人員高等考試律師考試應考資格表》，如下所示。
依《律師考試規則》第5條規定：
一、公立或立案之私立專科以上學校或符合教育部採認規定之國外專科以上學校法律、法學、司法、財經法律、財金法律、政治法律、海洋法律、科技法律科、系、組、所畢業，領有畢業證書。
二、公立或立案之私立專科以上學校或符合教育部採認規定之國外專科以上學校相當科、系、組、所畢業，領有畢業證書，並曾修習民法、商事法、公司法、海商法、票據法、保險法、民事訴訟法、非訟事件法、仲裁法、公證法、強制執行法、破產法、國際私法、刑法、少年事件處理法、刑事訴訟法、證據法、行政法、證券交易法、土地法、租稅法、公平交易法、智慧財產權法、著作權法、專利法、商標法、消費者保護法、社會福利法、勞工法或勞動法、環境法、國際公法、國際貿易法、英美契約法、英美侵權行為法、法理學、法學方法論等學科至少七科，每學科至多採計三學分，合計二十學分以上，其中須包括民法、刑法、民事訴訟法或刑事訴訟法，有證明文件。
三、公務人員普通考試或相當於普通考試之公務人員特種考試司法行政職系各類科考試及格後任司法行政職系職務四年以上，有證明文件。
四、高等檢定考試法務相當類科及格。
- 考試方式：考試分二試舉行，第一試及第二試均為筆試。第一試未錄取者，不得應第二試，第一試錄取資格不予保留。
- 及格標準：

依《專門職業及技術人員高等考試律師考試規則》第19條規定：
（一）本考試第一試錄取人數按應考人第一試成績高低順序，以全程到考人數前百分之三十三為錄取，計算錄取人數遇小數點時，採整數予以進位，如其尾數有二人以上成績相同者，均予錄取。
（二）本考試第二試及格人數按應考人第二試成績高低順序，分別以第12條第2項第5款各該選試科目全程到考人數前百分之三十三為及格。計算及格人數遇小數點時，採整數予以進位，如其尾數有二人以上成績相同者，均予及格。但第二試筆試應試科目有一科目成績為零分或除國文、選試科目以外其他各科目合計成績未達四百分者，均不予及格。
- 第一試考試報名：每年五月第一個禮拜開始報名。
- 第一試考試日期：每年的八月第一個禮拜六。(共一天)
- 第一試考試科目：

※綜合法學（一）(刑法、刑事訴訟法、法律倫理)
※綜合法學（一）(憲法、行政法、國際公法、國際私法)
※綜合法學（二）(民法、民事訴訟法)
※綜合法學（二）(公司法、保險法、票據法、證券交易法、強制執行法、法學英文)
- 第二試考試報名：每年的九月第三個禮拜開始報名。
- 第二試考試日期：每年的十月第三個禮拜六日。(共二天)
- 第二試考試科目：

憲法與行政法
刑法與刑事訴訟法
◎國文(作文與測驗)
公司法、保險法與證券交易法
民法與民事訴訟法(一)
民法與民事訴訟法(二)
- 第二試選試科目：

律師（選試智慧財產法）
律師（選試勞動社會法）
律師（選試財稅法）
律師（選試海商法與海洋法）
- 補充說明-1：國文科目係採申論式及測驗式之混合式試題，其中「作文」採申論式試題、占60%，「測驗」採測驗式試題、占40%；其餘科目係採申論式試題。測驗式試卡應以2B鉛筆作答；申論式試卷應使用藍色或黑色原子筆或鋼筆作答，不得使用螢光筆或鉛筆。
- 補充說明-2：除「國文」以外，其他各應試法律科目考試時，附發各該科單科本法律條文供應考人使用。應考人應於法條封面書寫入場證編號。應考人於終場前繳交試卷者，應將法條置於桌面，俟當節考試結束後，方得攜離試場。第6節及第7節「民法與民事訴訟法」科目係使用相同法條，應考人於第6節考試結束時，該法條將由監場人員統一收回，並俟第7節考試預備鈴響後發還應考人使用。
- 補充說明-3：前開各應試法律科目附發之法律條文係供應考人參考，惟實際命題範圍並不以附發之法律條文為限。所附發之法律條文，以本考試舉行2個月前經公布生效之法律條文為準。考試前法律條文如有修正公布，應考人應自行蒐集知悉；如應考人引用舊條文作答，閱卷委員將視其作答內容評閱。
- 補充說明-4:附發法律條文範圍

憲法與行政法：中華民國憲法本文及增修條文、行政程序法、行政執行法、行政罰法、訴願法、行政訴訟法、國家賠償法
民法與民事訴訟法：民法、民事訴訟法、家事事件法
刑法與刑事訴訟法：刑法、刑事訴訟法
公司法、保險法與證券交易法：公司法、保險法、證券交易法
智慧財產法：著作權法、專利法、商標法
勞動社會法：勞動基準法本文及施行細則、勞資爭議處理法、工會法本文第35條及施行細則第30-31條、團體協約法第6-7條、勞工保險條例本文及施行細則
財稅法：財政收支劃分法、納稅者權利保護法、稅捐稽徵法
海商法與海洋法：海商法、1982年聯合國海洋法公約、中華民國領海及鄰接區法、中華民國專屬經濟海域及大陸礁層法

## 外部連結
- 律師資格考生國家委員會：多州律師資格考試創立者 （页面存档备份，存于）（英文）
- The Louisiana Supreme Court Committee on Bar Admission （页面存档备份，存于）